# Мађарска племена
Мађарска племена (мађ. magyar törzsek) су били основна политичка јединица у којој су живели Мађари до доласка на просторе Панонске низије и оснивања мађарске државе.

## Седам племена
Само прапорекло и настанак племенске конфедерације код Мађара нема писаних доказа, али се зна да је подела на седам племена (Hétmagyar) већ била током друге половине 9. века.
Имена тих седам племена су била:
- Јене
- Кер
- Кеси
- Кирт-Ђармат (Kürt-Gyarmat)
- Међер (Megyer)
- Њек
- Тарјан (Tarján)

Вође ових племена, племенски везири Мађара су били:
- Алмош (Álmos) Велики везир Мађара
- Елед
- Онд
- Конд
- Таш
- Хуба
- Техетем (Töhötöm)[1]

Заједницу племена тј. конфедерацију предводила су два поглавара, духовни вођа-кенде (kende) и војни вођа-ђуле (gyula). Поглавара или великога везира бирале су или вође (везири) седам племена или Велики кан Хазара, који је имао велики утицај на њих.
Седам мађарских племена су се око 862. године одвојила од Хазара.

## Удруживање са Кабарима
Нешто пре 881. године, три кабарска племена су се побунила против врховне власти хазарског Великог кана, који ју је угушио. После пораза, три Кабарска племена су напустили Хазарско царство и придружили се мађарској конфедерацији племена.
Пошто су Кабари били вешти ратници, служили су као претходница и заштитно крило мађарима у случају сукоба са неким другим племенима.